# ندای وظیفه ۲
ندای وظیفه ۲ (به انگلیسی: Call of Duty 2) عنوان دومین قسمت از سری اصلی ندای وظیفه می‌باشد. این بازی تیراندازی اول شخص که دربارهٔ وقایع جنگ جهانی دوم ساخته شده‌است، امتیازات بالایی را از سایت‌های مهم و معتبر بازی کسب کرد. از ندای وظیفه ۲ به عنوان یکی از برترین عناوین بازی در ارتباط با جنگ جهانی دوم یاد می‌شود. اکشن نفس گیر بازی و درگیری‌های واقع گرایانه، صدا گذاری جذاب سربازها و دشمنان، گرافیک عالی در زمان خود، منتقدین و بازی بازها را شگفت زده کرد.
- این بازی برای ایکس باکس ۳۶۰ و ویندوز عرضه شد.
- معمولاً این بازی با ندای وظیفه ۲: یک سرخ بزرگ اشتباه گرفته می‌شود.
- این بازی در اواخر سال ۲۰۰۵ میلادی عرضه شد.
- یکی از مراحل این بازی از فیلم نجات سرباز رایان الهام گرفته شده و یادآور نبرد نرماندی است.

## داستان بازی

#### بخش شوروی
داستان با سرباز واسیلی ایوانویچ کوزلُف در مسکو آغاز می‌گردد. او در آنجا به همراه لشکر سیزدهم مسلح روسیه تحت نظر کمیسر لتلف تعلیم می‌بینند. تمرینات لشکر سیزدهم با حملهٔ آلمانی‌ها متوقف می‌شود و ایوانویچ مجبور می‌گردد یک پانزرورفر (راکت‌انداز نازی‌ها) را منهدم نماید.
سپس آن‌ها تحت فرماندهی ستوان لِئونف به استالینگراد می‌روند و پس از نابودی سربازان نازی، مقر فرماندهی آن‌ها را منهدم می‌کنند. سپس آن‌ها دستور می‌یابند تا سیم‌های مخابراتی را ترمیم نمایند. آن‌ها با مقاومت شدید نیروهای آلمانی و سه تانک رو به رو می‌شوند، اما در نهایت می‌توانند سیم‌ها را ترمیم نمایند. سپس آن‌ها دستور می‌یابند تا چندین مرکز نازی را در محوطهٔ اطراف ایستگاه قطار تسخیر نمایند. نیروهای شوروی می‌توانند با استفاده از لوله‌های مستعمل به داخل خطوط دشمن نفوذ نمایند. آن‌ها ایستگاه قطار را تصرف می‌کنند، اما در همین حال با پاتک نیروهای دشمن رو به رو می‌شوند و مجبور می‌شوند ایستگاه را رها کرده تا دیگر مراکز نازی‌ها را به تصرف دربیاورند. آن‌ها یک تانک را منهدم نموده و مراکز نظامی آلمانی‌ها در اطراف ایستگاه قطار را پاک‌سازی می‌نمایند. سپس نیروهای شوروی به فرماندهی ستوان دیمیتری ولسکی به سمت مرکز شهر استالینگراد حرکت می‌کنند. آن‌ها شروع به پاکسازی نیروهای دشمن از آپارتمان‌ها می‌کنند و با یک تانک مواجه می‌شوند که به سرعت می‌توانند آن را از بین ببرند. سپس سرباز کوزلف با یک تیربار از هم‌رزمانش که در حال نابودی یک انبار مهمات هستند، محافظت می‌کند. سپس به سمت ساختمان شهرداری استالینگراد حرکت می‌کنند تا آن‌جا را تحت سیطرهٔ خود دربیاورند و جنگی خونین میان آن‌ها و نیروهای آلمانی درمی‌گیرد. پس از تصرف ساختمان شهرداری، آلمان‌ها یک پاتک دیگر را ترتیب می‌دهند. سرباز کوزلف از هم‌رزمانش در برابر تک‌تیراندازان دشمن محافظت می‌کند تا آن‌ها بتوانند نیروهای آلمان را دور زده و پشت آن‌ها دربیایند. در نهایت نیروهای آلمانی عقب‌نشینی کرده و نیروهای شوروی پیروزی خود را جشن می‌گیرند.

#### بخش بریتانیا
لشکر هفتم زرهی بریتانیا که شامل گروهبان جان دیویس (که تحت هدایت بازیکن است)، کاپیتان پرایس و سرباز مک‌گرگور می‌شود، به قصد انهدام انبارهای مهمات دشمن در شمال مصر، در نزدیکی العلمین در خطوط دشمن نفوذ می‌کنند. در این راه آن‌ها باید خاکریزها و سنگرهای دشمن را پاکسازی نمایند. آن‌ها انبارهای مهمات و مخازن سوخت آلمانی‌ها را نابود می‌کنند. پس از آن داخل آخرین سنگر دشمن شده و مدارکی حیاتی از دشمن را به دست می‌آورند. سپس سپاهیان بریتانیا گرد هم می‌آیند تا به شهری در آن نزدیکی بروند و به هم‌رزمانشان بپیوندند که در آنجا تحت فشار دشمن هستند. آن‌ها با کامیون به شهر سفر می‌کنند و هر چند با چند پاتک دشمن رو به رو می‌شوند، اما هیچ زیان سنگینی را نمی‌بینند. سپس آلمان‌ها تانک‌هایی را روانهٔ میدان رزم می‌کنند و گروهبان دیویس مأموریت می‌یابد که موقعیت تانک‌ها را مشخص نماید تا آتش توپخانه بتواند آن‌ها را مورد هدف قرار دهد. پس از نابودی تمام تانک‌ها، نیروهای دشمن عقب‌نشینی کردند. همچنین تانک‌های ارتش بریتانیا نیز برای کمک به لشکر هفتم زرهی وارد میدان شد. نیروی پیادهٔ بریتانیا از این تانک‌های به عنوان پوششی برای پیش‌روی در صحرا استفاده کردند و تونل‌ها و سنگرهای دشمن را پاکسازی نمودند. در انتها نیز یک ضدهوایی دشمن را از کار انداختند. سپس آن‌ها به یک مرکز مخابراتی دشمن حمله می‌کنند و تا بتوانند با مرکز فرماندهی خود ارتباط برقرار کرده و اعلام کنند که توانستند مأموریتشان را به خوبی انجام دهند.
پس از نبرد العالمین لشکر هفتم زرهی بریتانیا به شهر الضبعه منتقل می‌شود. آن‌ها با کامیون وارد شهر می‌شوند، اما مورد حملهٔ هواپیماهای دشمن قرار می‌گیرند و در ادامه نیز در شهر با مقاومت سنگین دشمن رو به رو می‌گردند. آن‌ها در شهر پیش می‌روند و خدمهٔ ضدهوایی‌ها دشمن را از بین می‌برند و در انتها به یک پیام‌رسان رادیویی دست پیدا می‌کنند که توسط آن می‌توانند درخواست پشتیبانی هوایی نمایند. سپس آن‌ها به پیشروی در شهر ادامه می‌دهند تا به اطلاعات مهمی از دشمن دست پیدا نمایند. آن‌ها به دست آوردن این مدارک و اطلاعات را با نوشیدن شراب جشن می‌گیرند.
در سال ۱۹۴۳، فرماندهٔ تانک دیوید ولش از لشکر هفتم زرهی در لیبی حضور داشت. گروه فاکس و بیکر راه خودشان را در میان صحراها باز کردند و در زمین‌های هموار، صخره‌های شنی و روستاها با دشمن رو به رو شدند. آن‌ها توانستند با تلفات حداقلی، تعداد زیادی از تانک‌ها، توپخانه و پیاده‌نظام دشمن را از بین ببرند.
گروهبان دیویس، کاپیتان پرایس و سرباز مک‌گرگور توسط یک ماشین زرهی درون یک ساختمان در روستای توجان در تونس گیر می‌افتند. آن‌ها از در پشتی ساختمان خارج می‌شوند و آلمانی‌هایی که در سر راهشان هستند را کشته و کنترل ماشین زرهی را به دست می‌گیرند تا با آن بگریزند. سرباز مک‌گرگور در حالی ماشین را می‌راند که گروهبان دیویس کنترل اسلحهٔ نصب‌شده بر ماشین را بر عهده دارد. آن‌ها در مسیرشان با تانک‌ها، کامیون‌های حامل سربازان دشمن و خمپاره‌اندازها رو به رو می‌گردند. درنهایت ماشین زرهی از کار می‌افتند و دیویس و پرایس و مک‌گرگور وقتی از آنجا خارج می‌شوند با لشکر زرهی هفتم بریتانیا مواجه می‌شوند که به آن‌ها کمک می‌کنند تا با یک کامیون از مهلکه بگریزند. روز بعد آن‌ها با نیروی پشتیبانی بیشتر شامل چندین تانک به توجان بازمی‌گردند. آن‌ها به وسیلهٔ تانک‌ها، در حالی که با مقاومت شدید تانک‌ها و تیربارهای دشمن رو به رو می‌شوند، در شهر پیشروی می‌کنند. ارتش بریتانیا ضدهوایی‌ها و متصدیان آن‌ها را از بین می‌برند و سپس قصد مسجد شهر را می‌کنند که تحت سیطرهٔ دشمن است. پس از تصرف مسجد، آلمانی‌ها یک پاتک ضعیف را ترتیب می‌دهند اما حملهٔ آن‌ها با حضور به موقع تانک‌های بریتانیا بی‌اثر می‌گردد. سه هفتهٔ بعد لشکر هفتم زرهی حمله‌ای را به مطماطه در تونس ترتیب می‌دهد. آن‌ها با کامیون وارد شهر می‌شوند اما در همان بدو ورود کامیونشان زمینگیر شده و مجبور می‌شوند از آن خارج شوند. نیروهای دشمن از جمله خمپاره‌اندازها برای آن‌ها کمین کرده‌اند. آن‌ها وارد شهر می‌شوند و کمی پیشروی می‌کنند اما وقتی که با مقاومت شدید دشمن رو به رو شده‌اند، درخواست نیروی کمکی زرهی و پیاده می‌کنند، ولی در ابتدا پاسخی دریافت نمی‌شود. آن‌ها به نبرد با دشمن ادامه داده و چندین تیربار دشمن را از بین می‌برند. پس از آن که تانک‌های نیروهای بریتانیایی به یاری همرزمانشان می‌آید، نیروهای نازی مجبور به عقب‌نشینی می‌شوند. با حضور تانک‌ها پیشروی در شهر سرعت گرفته و تمام نیروهای دشمن از بین می‌روند. گروهبان دیویس کنترل یک ضدهوایی را برعهده گرفته و جنگنده‌های آلمانی را از بین می‌برد. سپس آن‌ها به دنبال مدارک و پرونده‌های حیاتی دشمن منطقه را جستجو می‌کنند.
یک سال بعد لشکر هفتم در فرانسه مأموریت پیدا می‌کنند چند اسیر آمریکایی را از بلوت در نزدیکی کان نجات دهند. آن‌ها ابتدا راهشان را از میان باغ‌های و مقاومت نیروهای آلمانی باز می‌کنند. آن‌ها با مقاومت شدید توپخانهٔ دشمن رو به رو می‌گردند و مجبور می‌شوند تمام متصدیان آن را از بین ببرند. وقتی آن‌ها اسیران مورد نظرشان را یافتند، خودشان دو اسیر آلمانی را به چنگ می‌آورند. پس از آن‌که در می‌یابند برای انتقال این اسیران راهی ندارند، کاپیتان پرایس، گروهبان دیویس را می‌فرستد تا کامیون آلمانی‌ای که کمی قبل‌تر دیده بود را به دست آورد. آن‌ها با کامیون از میان نیروهای آلمانی می‌گذرند و با یک تانک تایگر نیز رو به رو می‌شوند که گروهبان دیویس آن را با یک خمپاره از بین می‌برد. وقتی که به مقصد می‌رسند اسیران آلمانی را سوار کامیون کرده و راه می‌افتند.
پس از نجات اسیران جنگی، لشکر هفتم به کان نزدیک‌تر شده و وارد شهر آنِتوویل می‌شود. آن‌ها وظیفه دارند که راه را ایمن کنند تا کاروان آن‌ها بتواند از آنجا بگذرد. آن‌ها چندین خانه را از نیروهای دشمن پاک می‌کنند، اما به سرعت متوجه یک پاتک نیرومند از دشمن می‌شوند. در حالی که به نظر می‌رسد نیروهای دشمن و تانک‌های آن‌ها بر لشکر هفتم زرهی غلبه یافته‌اند، نیروی هوایی سلطنتی بریتانیا به کمک آن‌ها آمده و نیروهای دشمن را از بین می‌برد. نیروهای بریتانیا در تقاطع اصلی گرد هم می‌آیند و کاروان آن‌ها شروع به حرکت می‌کند. کاروان آن‌ها کمی به شهر کائن نزدیک‌تر شده و به شهر سنت‌لوئت می‌رسند. آن‌ها با مقاومت سرسختانهٔ آلمان‌ها رو به رو می‌شوند اما در نهایت می‌توانند نیروهای دشمن و تانک تایگر آن‌ها را از کار انداخته و متصدیان توپخانهٔ ضدهوایی آن‌ها را از بین ببرند و در نهایت مرکز فرماندهی آن‌ها را تصرف نمایند.
لشکر هفتم زرهی مأموریت می‌یابد که به شهر امای-سو-سولس بروند و یک مرکز فرماندهی دیگر دشمن را تصرف نمایند. آن‌ها با آتش شدید توپخانهٔ دشمن رو به رو می‌شوند و در شهر نابودشدهٔ دشمن پیش می‌روند و گروه‌های توپخانه‌ای دشمن را از بین می‌برند. آن‌ها به مرکز فرماندهی می‌رسند اما آلمان‌ها سرسختانه با سلاح‌های ام‌گ ۴۲ رو به روی آن‌ها می‌ایستند. درنهایت مرکز فرماندهی نازی‌ها تصرف می‌شود اما نیروهای نازی یک پاتک گسترده را ترتیب می‌دهند. نیروهای بریتانیا درخواست نیروی کمکی می‌کنند اما به آن‌ها گفته می‌شود که این کمی زمان می‌برد. در همین حال لشکر هفتم زرهی در برابر حملات آلمان‌ها از مرکز فرماندهی محافظت می‌کند. نیروهای دشمن به یک کامیون دارای تیربار و یک تانک نیز مجهز هستند. گروهبان دیویس می‌تواند این دو وسیله را نابود کند و نیروهای کمکی نیز از راه می‌رسند. در همین حال کاپیتان پرایس این پیروزی را به مردانش تبریک می‌گوید.

#### بخش آمریکایی
بازیکن در نقش سرجوخه تیلور بازی می‌کند. گردان دوم تکاوران آمریکا، معروف به داگ کمپانی شامل گروهبان رندال، سرجوخه بیل تیلور، سرباز دانی مک‌کلوزکی و سرباز برابورن در ۶ ژوئن ۱۹۴۴ در عملیات روز دی شرکت می‌کنند. آن‌ها دستور دارند با حمله به سنگپوز نپوینت دهاک آتشبارهای دشمن را از بین ببرند. در حملهٔ نخستین تلفات سنگینی بر ارتش آمریکا وارد می‌شود اما کسانی که می‌توانند از صخره‌ها بالا بروند به دنبال تجهیزات نظامی آلمان‌ها می‌گردند و به صورت اتفاقی تجهیزاتی را که از جایی که آن‌ها پیش‌بینی کرده بودند جابه‌جا شده بود را می‌یابند. تکاوران راه خود را میان کانال‌ها و سنگرهای آلمانی باز می‌کنند و دهکده را از حضور دشمن پاکسازی می‌کنند. سپس آن‌ها به دنبال تجهیزات می‌گردند. گروهبان رندال و سرجوخه تیلور آن‌ها را پیدا می‌کنند و با استفاده از نارنجک آن‌ها را از بین می‌برند. پس از نابودی تجهیزات، آن‌ها به سمت دهکده بازگشته و سنگرها و نیروهای آلمانی باقی‌مانده را از بین می‌برند. سپس آمادهٔ دفاع در برابر حملهٔ بسیار سنگین آلمان‌ها می‌شوند. پس از این تکاوران به سمت پوینت دهوک عقب می‌روند و با نیروهای آلمانی تازه‌نفس و یک تانک دشمن رو به رو می‌شوند. تکاوران مجبور می‌شوند به یک سنگر عقب‌نشینی کنند و آلمان‌ها نیز به پیشروی خود ادامه می‌دهند. آن‌ها پیامی رادیویی برای نیروی هوایی می‌فرستند و سرجوخه تیلور نارنجک دودزای سبزرنگی را در زمین می‌کارد تا به نیروی هوایی را راهنمایی کند. نیروی هوایی آمریکا نیز کمی بعد آلمان‌ها را از بین می‌برد.
یک ماه بعد، تکاوران مأمور می‌شوند تا از شهر بیومون هاج محافظت کنند. آن‌ها از حومهٔ شهر وارد شده و چند تیربار را از بین می‌برند و با استفاده از یک فلاک ۸۸ به گمان آنکه یک تک‌تیرانداز آلمانی بالای یک سیلو در مزرعه‌ای کمین کرده، سیلو را منفجر می‌کنند. سپس درون شهر چند عملیات پاکسازی خانه‌ها و ساختمان‌ها را انجام می‌دهند. پس از پاکسازی شهر تکاوران آماده و مهیای حملهٔ آلمان‌ها می‌شوند و تیلور به عنوان یک تک‌تیرانداز بر فراز یک سیلو رفته خمپاره‌اندازهای دشمن را هدف قرار می‌دهد و در همین حال نیز درخواست نیروهای کمکی را ارسال می‌کنند. تیلور چند تیم خمپاره‌انداز را با گلوله از بین می‌برد. سپس نیروهای کمکی در قالب تانک‌های ام۴ شرمن وارد شهر شده و آلمان‌ها را از بین می‌برند. سپس تکاوران در جاده به آن‌ها می‌پیوندند.
۴ ماه بعد تکاوران دستور می‌گیرند تپه ۴۰۰ (نامی که متفقین به یک تپهٔ ۴۰۰ متری در بخش آیفل آلمان داده‌اند) را که سنگر آلمانی بر فراز آن قرار دارد تسخیر نمایند. آن‌ها ابتدا شهر برنشتاین که در کوهپایهٔ تپه قرار دارد پاکسازی می‌کنند و خانه‌ها و حتی یک کلیسا را تصرف می‌نمایند. سپس آماده می‌شوند تا تحت فرماندهی ستوان مایرز تپهٔ ۴۰۰ را تسخیر نمایند؛ آن هم در حالی که تلفات سنگینی را متحمل شدند. آن‌ها پیش از رسیدن به مقر اصلی سه سنگر مستحکم آلمان‌ها را از بین می‌برند. آلمان‌ها از مقر اصلی به سختی دفاع می‌کنند. پس از آن‌که مقر به دست تکاوران می‌افتد و پس از جا دادن مجروحین داخل مقر، آمادهٔ دفاع در برابر پاتک آلمان‌ها می‌شوند. چندین خمپاره‌انداز دشمن نیز در محاصرهٔ آن‌ها شرکت می‌کنند که تیلور آن‌ها را می‌کشد. آلمان‌ها با تعداد زیادی نیروی پیاده و دو تانک تایگر حمله می‌کنند. تکاوران از تپه محافظت می‌کنند تا جنگندهٔ نورث امریکن پی-۵۱ ماستنگ به کمکشان آمده و آلمان‌ها را از بین می‌برد. تکاوران نیز پیروزی‌شان را جشن می‌گیرند.
سه ماه بعد تکاوران مأموریت می‌یابند که شهر فالندار در آلمان را تسخیر کنند تا بتوانند بر رود راین کنترل داشته باشند. آن‌ها با یک وسیلهٔ آبی-خاکی از راین عبور کرده و به یک میدان مین‌گذاری شده می‌رسند اما مجبور به ادامهٔ مسیر هستند. سپس آن‌ها چندین متصدی فلاک ۸۸ را از بین می‌برند و تیلور نیز پس از آن دو تانک آلمانی را نابود می‌کنند. سپس به یک قبرستان کوچک رفته تا سرهنگ بلیک را که در آنجا منتظر آن‌هاست ببینند. سرهنگ بلیک به آن‌ها برای کار سخت‌شان تبریک می‌گوید و به گروهبان رندال درجهٔ ستوانی را پیشنهاد می‌کند. گروهبان رندال نیز از او می‌خواهد سرجوخه تیلور را به گروهبان تیلور ارتقا بدهد.

#### در پایان
هنگام تیتراژ در یک مرحلهٔ اضافه و سینمایی و دراماتیک شما کاپیتان پرایس را که در اسارت آلمان‌هاست، نجات می‌دهید. در پایان تیتراژ جملهٔ «هیچ گاوی در طی ساخت این بازی کشته نشد» همان‌طور که در نسخهٔ اول بود، نشان داده می‌شود که به گاوهای کشته شده در مراحلی که در ساحل نورماندی می‌گذرد، اشاره دارد.

## سیستم مورد نیاز
- OS: Microsoft Windows 2000/XP
- CPU: Pentium IV 1.4GHz or AMD Athlon XP 1700
- RAM: 512MB
- HDD Space: 4.0GB
- Video Card: Recommend nVidia GeForce 7 Series or Higher

## نقدها
| گردآورنده  | امتیاز                                    |
| ---------- | ----------------------------------------- |
| گیم‌رنکینگز | (X360) 89.82% (PC) 87.73% (Mobile) 80.00% |
| متاکریتیک  | (X360) 89/100 (PC) 86/100                 |

| ناشر                   | امتیاز                    |
| ---------------------- | ------------------------- |
| وان‌آپ.کام              | (X360) A                  |
| یوروگیمر               | (X360) 7/10               |
| گیم‌پرو                 | (X360) · (PC)             |
| گیم‌اسپات               | (X360) 8.8/10 (PC) 8.8/10 |
| گیم‌اسپای               | (PC) · (X360)             |
| آی‌جی‌ان                 | (X360) 9.0/10 (PC) 8.5/10 |
| اواکس‌ام (ایالات متحده) | 9.0/10                    |
| ایکس پلی               | (PC)                      |